# Shade (Living Colour)
Shade è il sesto album in studio del gruppo alternative metal statunitense Living Colour, pubblicato nel 2017.

## Tracce
1. Freedom of Expression (F.O.X.) – 2:54
2. Preachin' Blues – 4:20
3. Come On – 3:22
4. Program – 4:43
5. Who Shot Ya – 3:38
6. Always Wrong – 4:04
7. Blak Out – 2:29
8. Pattern in Time – 2:56
9. Who's That – 4:10
10. Glass Teeth – 2:59
11. Invisible – 3:45
12. Inner City Blues – 4:00
13. Two Sides – 5:12

## Formazione
- Corey Glover – voce, cori
- Vernon Reid – chitarra elettrica, chitarra acustica
- Doug Wimbish – basso
- Will Calhoun – batteria, percussioni